# Sunny (Flugzeug)
Der Sunny ist ein Ultraleichtflugzeug mit Boxwing-Tragflächenkonzept.

## Geschichte
Entwickelt wurde der Sunny Anfang der 1980er Jahre von Dieter M. Schulz-Hoos. Die ersten Prototypen dieses Fluggerätes wurden ab 1987 erprobt. Die Patentanmeldung als Ultraleichtes Tragflügelverbundflugzeug erfolgte im Jahre 1988. Ab 1989 wurde der Sunny in Serie hergestellt (ca. 150 Stück). Nachdem das Unternehmen des Konstrukteurs Insolvenz anmelden musste, wurde die Fertigung zwischen 1999 und 2008 durch die Firma Dewald Leichtflugzeugbau unter dem neuen Namen die Sunny (light = ohne Frontverkleidung) wieder aufgenommen (28 Stück). 2008 hat das Unternehmen AIRKRAFT Leichtflugzeugbau GmbH aus Beringen die Anlagen und Rechte für die Herstellung erworben und war für die Musterbetreuung zuständig. Das Unternehmen meldete im Juli 2010 Konkurs an.
Viele der verbliebenen Maschinen sind heute auf der französischen Insel Réunion im Indischen Ozean zu finden und bilden dort eine kleine „Flotte“.

## Konstruktion

### Aerodynamische Auslegung
Der Sunny ist ein Doppeldecker ohne konventionelles Heckleitwerk. Die Längsstabilität wird durch die Staffelung von gepfeilter Ober- und gerader Unterfläche erreicht. Die Tragflächenenden beider Tragflächen sind durch vertikale Stabilisierungsflächen verbunden. Die untere Fläche verfügt über Ruder, die als kombinierte Quer- und Höhenruder eingesetzt werden. Die Steuerung um die Hochachse erfolgt durch Störklappen. Durch die Auslegung als Boxwing ist das Flugzeug ein nach Angaben des Herstellers leicht zu fliegendes Flugzeug.

### Mechanischer Aufbau
In Rohr-Tuch-Bauweise aufgebaut, besteht die tragende Struktur aus verschraubten, luftfahrtgeprüften Aluminiumrohren weitgehend gleicher Dimension. Gleichbleibende Fertigungsgenauigkeit wird durch die Verwendung einer halbautomatischen, CNC-gesteuerten Bohrvorrichtung erreicht. Die Tragflächen und Ruder sind mit einer UV-stabilen und mit einer Riss-Stopp-Funktion ausgestattete Gitterfolie bespannt.
Die Rohr-Tuch-Bauweise entspricht dem klassischen Ultraleichtbau der 80er Jahre, der bis heute noch aktuell ist. Die Art der Rohrverbindungen, bei dem ein identischer Wiederholbeschlag bzw. dessen Halbierung alle Verbindungen – ca. 60 – herstellt, ist bei dem Ultraleichtflugzeug Sunny Teil des Patentes und reduziert zusammen mit dem einheitlichen Rohrtyp der Hauptstruktur die Bauzeit für ein flugfertiges Flugzeug auf unter 100 Stunden. Eine Besonderheit dieser Wiederholbeschläge besteht darin, dass sie begrenzt elastisch verbinden, sodass die Rohrstruktur weitgehend freibleibt von Belastungsspitzen. Ähnliche Versuche vereinheitlichter Verbindungen wurden schon in den 1920er Jahren bekannt und sind bei einigen Exponaten im  Deutschen Museum von Meisterwerken der Naturwissenschaft und Technik in München zu sehen.
Durch den einfachen Aufbau konnte das Flugzeug später auch als Kit für den Selbstbau angeboten werden.

## Antrieb
Als Antrieb finden folgende Motoren Verwendung:
- Hirth 3203EV, 2-Takt, 65 PS
- Rotax 582, 2-Takt, 65 PS
- Rotax 912, 4-Takt, 80 PS
- BMW 1000, 4-Takt, 65–80 PS

- Hirth 3702E, 2-Takt, 80 PS
- Verner SVS, 4-Takt, 80 PS

Dewald stellte auch eine viermotorige Variante vor: Zum Konzept gehörten vier einzelne 1-Zylinder-Motoren mit jeweils 28 PS Leistung. Da diesem Konzept jedoch in Deutschland die Zulassung verweigert wurde, blieb es bei diesem Einzelstück.

## Varianten
- Sunny Light, 450 kg Abfluggewicht
- Sunny Sport, 375 / 400 kg Abfluggewicht (wird nicht mehr gebaut)
- Sunny Side-by-Side, Sitzanordnung nebeneinander 400 / 450 kg Abfluggewicht
- Sunny Targa, Variante der Sunny Side-by-Side, mit GFK-Vollverkleidung, ca. 30 Stück von 1991 bis 1994